# Valentino

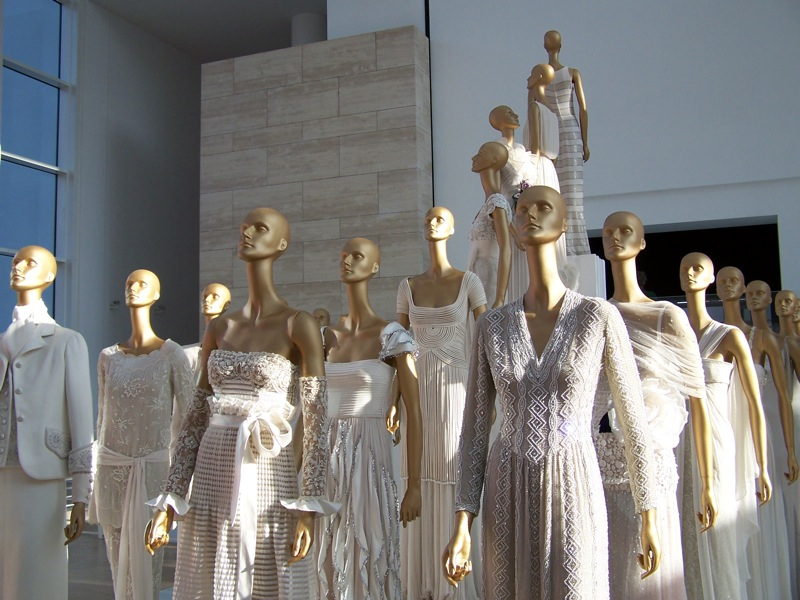
Выставка белых платьев Valentino в честь 45-летия модного дома.

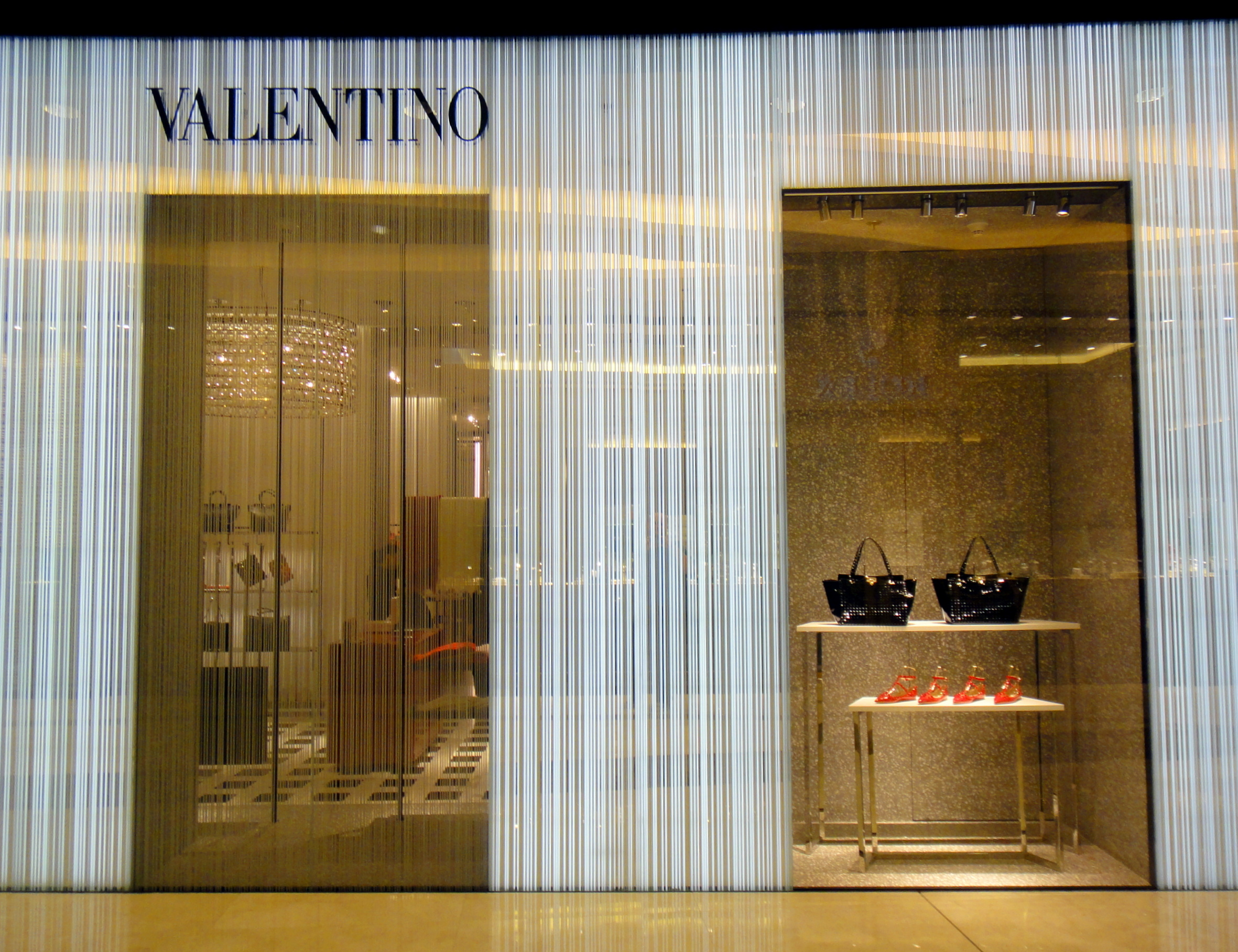
Бутик Valentino в Гонконге.

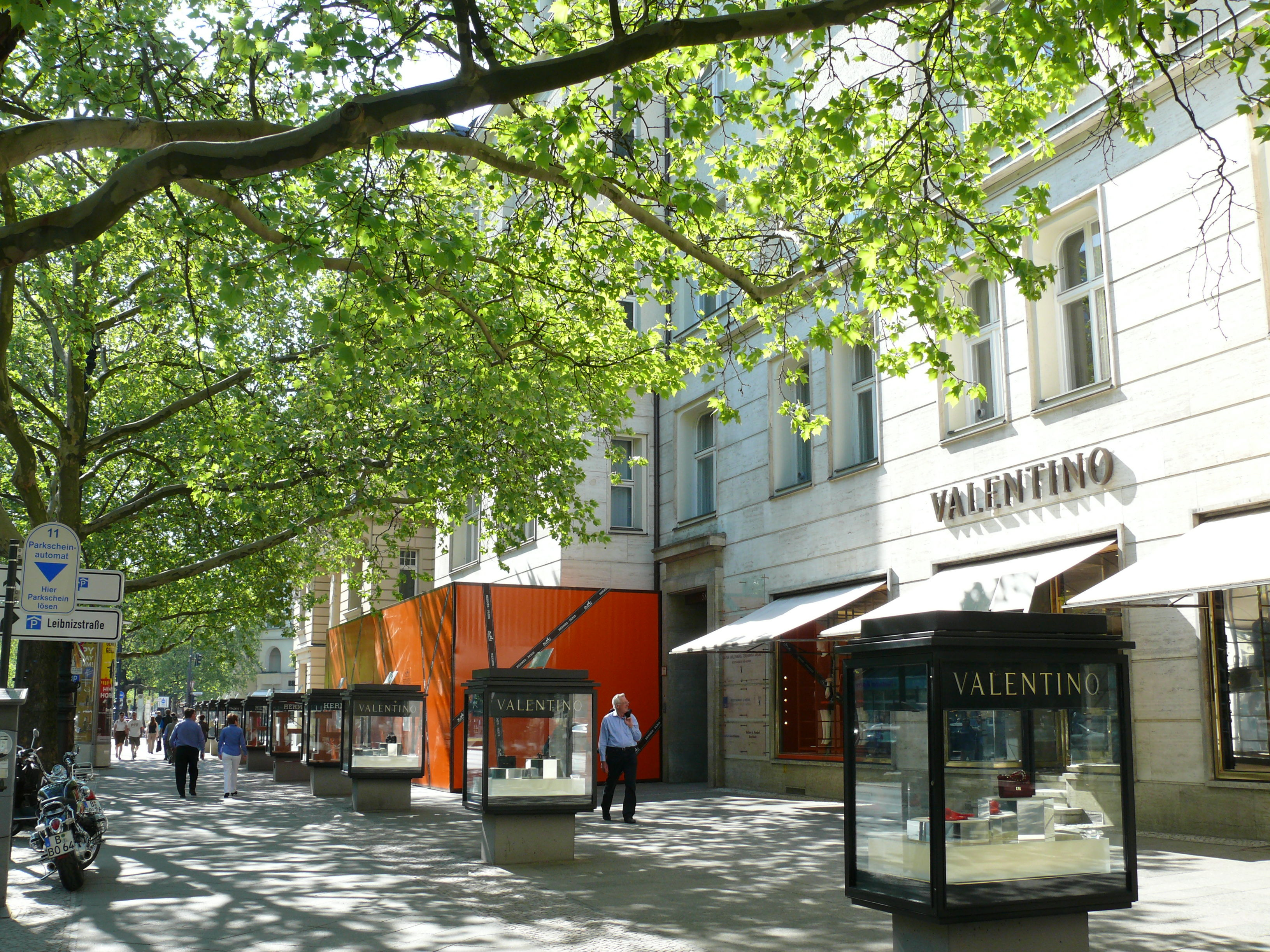
Бутик Valentino в Германии.

«Valentino S.p.A.» — итальянский модный дом, основанный в 1960 году дизайнером, Валентино Гаравани и входящий в Valentino Fashion Group. После ухода Валентино из мира моды в 2007 году более 15 лет, с октября 2008 года, художественное руководство домом осуществлял Пьерпаоло Пикколи. С марта 2024 года главным модельером является Алессандро Миккеле.
Штаб-квартира Valentino находится в Милане. Регулярно создавая коллекции «от-кутюр», дом входит в Синдикат высокой моды и участвует в Парижской неделе высокой моды.

## История
Модный дом Valentino был основан в 1960 году Валентино Гаравани в Риме, Италия, при поддержке своего отца и его партнера Джанкарло Джамметти.
Дебют Valentino на международной арене состоялся в 1962 году во Флоренции, модной столице того времени. Valentino разработал свадебные платья для Элизабет Тейлор, Энн Хэтэуэй, Дженнифер Лопес, Софи Хантер и принцессы Швеции Мадлен.
В 1998 году Гаравани и Джамметти продали компанию примерно за 300 миллионов долларов итальянскому конгломерату, частично контролируемому покойным Джанни Аньелли, главой компании Fiat. В 2002 году модный дом Valentino S. p.A. с доходом более 180 миллионов долларов был продан миланскому текстильному гиганту Marzotto Apparel за 210 миллионов долларов.
В 2012 году Катар приобрел Valentino за 700 миллионов евро через инвестиционный механизм Mayhoola for Investments S. P. C.
В 2020 году модный дом объявил, что больше не будет использовать шерсть альпаки, и разорвал связи с Mallkini, крупнейшей в мире частной фермой альпаки в Перу. Этот шаг последовал за разоблачениями жестокого обращения с животными в индустрии.

## Креативные дизайнеры
- 1959–2007 — Валентино Гаравани
- 2007–2008 — Алессандра Фачинетти
- 2008–2016 — Мария-Грация Кьюри и Пьерпаоло Пикколи
- с 2016–2024 — Пьерпаоло Пикколи
- с 2024 – Алессандро Миккеле[2]

## Парфюм
В 2010—2019 годах ароматы Valentino perfumes выпускала по лицензии компания Puig. С января 2019 года декоративная косметика и ароматы под лейблом Valentino Beauty выпускаются по лицензионному соглашению концерном «Л’Ореаль».

### Ароматы
Женские
- Valentino Classique (1978)
- Vendetta (1991)
- Very Valentino (1998)
- Valentino Gold (2002)
- V (2005)
- Valentino V Absolu, Valentino V Eté (2006)
- Rock’n’ Rose[13], Rock’n’ Rose Couture (2006)[14]
- Valentina (2011)[15]
- Viva Voce (2020). «Лицом» аромата является певица Леди Гага[16].
- Born in Roma (2020)

Мужские
- Very Valentino (1999)
- V pour Homme (2006)[17]
- Born in Roma (2020)